# Andrés Escobar
Andrés Escobar Saldarriaga (13 tháng 3 năm 1967 - 2 tháng 7 năm 1994) là cầu thủ bóng đá người Colombia, bị bắn chết tại Medellín. Động cơ của vụ án mạng không rõ ràng. Một số giả thuyết cho rằng vụ án mạng là do bàn đá phản lưới nhà của Escobar tại World Cup 1994, gây thiệt hại cho các ông trùm buôn ma tuý tham gia cá độ. Một giả thuyết khác cho rằng cái chết của anh không liên quan tới bóng đá, do một vụ ẩu đả trong quán bar và làm cho vài người khác bị thương.
Escobar là hậu vệ của đội tuyển Colombia tại 2 kì World Cup 1990 và 1994. Số áo của anh là 2, và anh được biết tới với biệt danh El Caballero del Futbol (Quý ông chơi bóng) và Số 2 bất tử. Trong sự nghiệp câu lạc bộ, anh chơi cho các đội bóng Atlético Nacional ở Medellín và Young Boys Bern tại Thụy Sĩ. Bàn thắng duy nhất anh ghi được cho đội tuyển quốc gia trong trận đấu giao hữu hoà 1 - 1 với đội tuyển Anh tại Sân vận động Wembley năm 1988.
Bàn đá phản lưới nhà tai hoạ của Escobar trong trận đấu gặp đội tuyển Mỹ ngày 22 tháng 6 ở bảng A tại World Cup 1994. Do cản phá một đường tạt bóng của đối phương, anh làm bóng đổi hướng, bay vào lưới nhà. Mỹ thắng 2 - 1 và hậu quả là Colombia bị loại ngay từ vòng đấu bảng.

## Cái chết
Ngày 2 tháng 7 năm 1994, Escobar bị bắn bên ngoài quán bar El Indio ở ngoại ô Medellín. Theo lời kể lại của bạn gái anh, tên sát nhân hét lên "Gol!" (nhại theo tiếng hô của các bình luận viên thể thao Nam Mỹ mỗi khi có bàn thắng được ghi) với mỗi phát súng trong 12 phát bắn vào Escobar.
Vụ án mạng được cho rằng là sự trừng phạt về bàn thắng vào lưới nhà. Tuy nhiên không rõ tên sát nhân tự ý thực hiện hay do một trong những kẻ cá cược - đã mất một khoản tiền lớn vào cửa Colombia đoạt cúp, hay ít ra vào được vòng sau - thuê.
Tang lễ của Escobar đã có 120.000 người đến dự. Tại lễ tang, thủ tướng Colombia lúc đó, ông Cesar Gaviria đã phát biểu: "Cầu thủ này là nạn nhân của một hành động bạo lực ngu xuẩn. Cái chết của anh khiến cả đất nước cảm thấy đau thương". Mỗi năm, các cổ động viên mang hình Escobar đến các trận đấu như một hành động tưởng nhớ đến anh.
Đài BBC đã phải đưa ra lời xin lỗi vào ngày hôm sau khi chuyên gia Alan Hansen của đài đã bình luận trong một trận đấu khác "Các hậu vệ Argentina muốn bị bắn khi phạm những lỗi tương tự."

## Kẻ sát nhân
Humberto Muñoz Castro, kẻ bị kết tội đã giết Escobar lĩnh mức án 43 năm tù vào tháng 6 năm 1995. Khi gây án, Muñoz là vệ sĩ.
Mức án sau được giảm còn 26 năm khi Castro kháng án năm 2001. Muñoz được tha do cải tạo tốt trong tù vào năm 2005 sau khi thụ án khoảng 11 năm. Sự việc này đã gây ra nhiều tranh luận. Cha của Escobar là ông Dario đã nói: "Thẳng thừng mà nói, chẳng có công lý gì ở Colombia cả. Theo tôi, luật pháp ở nước này là một trò lừa gạt. Người ta đã lừa dối gia đình tôi và cả đất nước Colombia rằng Munoz sẽ phải ở tù 43 năm để rồi bây giờ trả tự do cho hắn".

## Danh hiệu
- Cúp Libertadores: 1989
- Vô địch Colombia: 1991
- Cúp Interamericana: 1989
- Hạng nhì Cúp Liên lục địa: 1989